# Vivint Smart Home Arena
Vivint Smart Home Arena (dawniej Delta Center) – hala sportowa w Salt Lake City.
Budowa hali rozpoczęła się w lipcu 1990 a ukończona została w październiku 1991. Na trybunach może zasiąść 20 000 widzów.
Swoje spotkania rozgrywa w tej hali drużyna ligi NBA Utah Jazz, której gwiazdami byli kiedyś Karl Malone i John Stockton.
W przeszłości w hali mecze grała drużyna hokeja na lodzie Utah Grizzlies.